# エリアメール
エリアメールとは、気象庁が配信する緊急地震速報や津波警報、地方公共団体が発信する災害・避難情報などを受信することができるNTTドコモの携帯電話向けサービス。対象エリアにいる利用者に限定して配信するため、輻輳の影響を受けない。2007年12月10日に開始し、2007年12月21日からサービスを拡充した。
報道機関などでは、他社の緊急速報メールも総称して「エリアメール」と称することがあるが、エリアメールという名称はNTTドコモの登録商標（第5050018号ほか）であるため、他社は使用することができない。

## 概要
- 対象エリアにいる人は申込不要、月額使用料、通信料などは一切無料で情報を受信することができる。
- 利用するためにはエリアメール対応機種が必要であるが、対応機種でも受信設定が必要な機種もある。
- 受信時には、ポップアップ表示、専用の警告音で通知する。
- 気象庁から配信された一般向け緊急地震速報を利用して最大震度5弱以上と推定した地震の際に、強い揺れ（震度4以上もしくは長周期地震動震度階級3以上）の地域（全国を約200の地域に区分）の携帯電話に一斉配信する。
- 2007年12月21日からサービスを拡充し、これまで配信対象としてきた気象庁の緊急地震速報に加えて、地方公共団体による災害・避難情報を配信可能とした。2012年2月24日からは、気象庁の津波警報の配信が可能となった。
- 当初は配信を希望する各事業者の規模に応じて月額料金を課していたが、東日本大震災以降の緊急速報の重要性などから、2011年7月より事業者に関係なく利用料金が無料となった。
- 2013年7月より、緊急地震速報についてはアラーム音に「地震です」というメッセージを挿入することになり、比較的発売時期の新しい端末については、エリアメールアプリのアップデートで対応する。docomo STYLE seriesの一部については、対応予定の端末に限り、順次アップデートが行われる。
- NTTドコモの回線を借りている格安SIM(MVNO)では受信できることがあるが、「エリアメール」という記載はウェブサイトで記載されていないことが多い。
- なお、大雨・暴風や火山の噴火などといった特別警報発表時も配信していたが、防災ラジオや防災アプリなどが普及してきたことから、2021年10月28日に配信を終了する事を気象庁が発表していた[1]。しかし、「避難に必要な情報が得られなくなるのではないか」などの意見が寄せられたことに加え、気象庁も地方自治体が住民に対して避難情報を適切に提供しているか調査した上で改めて配信継続の可否についての判断を行いたいとして一旦終了を延期することになったが[2]、結果として、2022年末に終了した[3]。

## 配信方式
- CBS方式 - 配信に5 - 6秒。Cell Broadcast Serviceの略称。
- ETWS方式 - 配信に3 - 4秒。Earthquake and Tsunami Warning Systemの略称。FOMAの従来型携帯電話では、2010年冬モデル以降は、順次ETWS方式を採用している。XiのタブレットおよびFOMAデュアルモードのスマートフォンモデルは当初から対応[4]。

## 注意事項
- 音声通話中、iモードなどのパケット通信中、その他の通信中であった場合は、受信できない[5]。
- 通常の携帯電話のサービスと同様、圏外では一切受信できない。また電波状態が悪い場合などは受信できないことがある[5]。但し、XiのETWS方式対応端末では、ドコモのエリア外、かつ、他携帯電話事業者のエリア内で条件が合致すれば、他携帯電話事業者がETWS方式で送出した緊急速報を受信できる場合がある。
- エリアメールは特定エリア内の携帯電話に対する一斉同報システムであるので、（iモードメールのような）受信できなかった場合の個別再送信は行われない[5]。
- 以上のことから、避難指示のように確達性が求められる情報は、エリアメール以外の複数の手段による伝達や、近所同士の声掛けにより補完することが望まれる。
- 緊急地震速報については、実際の揺れの到達の前にエリアメールが届くとは限らない[5]。
- 2008年冬モデル以降の携帯電話は、購入時に受信する設定となっているが、FOMAの906i・905i・706i・705i・らくらくホンの各シリーズの対応機種では、事前に受信設定が必要。
- 現在地と異なるエリアに関する情報を受信する場合がある。
- 日本のみのサービスであり、日本国外では利用できない。
- 電子メールの受信拒否設定に関わらず、強制受信する。
- 受信したエリアメールは、電子メールの受信BOXに保存される。保存できる件数は機種に依存する。スマートフォンの場合、エリアメール専用アプリがインストールされており、そこに保存される機種もある。ただし、iPhoneの場合は履歴としては残らず、通知を消してしまうと再度確認することはできない。

## 経緯
- 2007年
  - 11月26日 - サービス概要を発表。
  - 12月10日 - サービス提供を開始[6]
  - 12月21日 - 地方公共団体からの情報も受信可能となる（ただし、地方公共団体が有料でドコモと契約しなければならない）
- 2008年11月19日 - 2008年冬モデルより携帯電話での受信設定が不要となる。
- 2011年
  - 3月14日 - 東北地方太平洋沖地震に関連し、東京電力管轄内の受信者に対して、計画停電の開始と節電の呼びかけが発信された[7]。名義は「政府 内閣官房」。日本国政府名義でのエリアメール発信は初めての事象であり、一部で真偽確認の混乱が見受けられた[8]。
  - 3月15日 - 「内閣官房(節電啓発等担当)」名義で、節電の呼びかけが発信された。3月16日にも同内容が発信されている[9]。
  - 9月21日 - 平成23年台風第15号による避難勧告・避難指示が、複数の地方公共団体からエリアメールによって配信された。
- 2012年
  - 2月3日 - 山形県豪雪災害対策本部より、大雪・雪下ろしに警戒する全県メールが配信された。
  - 2月24日 - 気象庁からの津波警報も受信可能となる。
- 2014年4月1日 - 全国瞬時警報システムにて発信される国民保護に関する情報も受信可能となる[10]。
- 2015年
  - 4月3日 - 緊急地震速報と津波警報のメッセージが、英語・中国語・朝鮮語・スペイン語・ポルトガル語に対応[11]。
  - 9月10日 - 小学校3年生の国語学習レベルかつ、在留1年程度の日本の外国人が理解できる日本語レベルの「やさしい日本語」に対応[12]。
  - 11月9日 - 気象庁からの特別警報も受信可能となる[13]。
- 2016年
  - 2月7日 - 北朝鮮によるミサイル発射実験の発射及び上空通過の情報が通過予定区域に配信された。
  - 9月5日 - 国土交通省からの洪水情報も受信可能となる[14]。
- 2022年12月31日 - 気象庁からの特別警報発表に関する配信を終了[3]。

## 利用料金
- 携帯電話の利用者は通信料、情報料ともに無料。
- 国や地方公共団体である自治体の配信のための初期費用および月額利用料（市区町村の場合2万1000円）は2011年7月1日以降無料[15]。

## 配信項目
- 緊急地震速報
- 高齢者等避難
- 避難指示
- 緊急安全確保
- 警戒区域情報
- 津波注意報
- 津波警報
- 大津波警報
- 噴火警報（レベル3未満の火口周辺警報を除く〉
- 気象に関する特別警報
- 指定河川洪水警報（はん濫注意情報を除く）
- 土砂災害警戒情報
- 東海地震予知情報
- 弾道ミサイル情報
- 航空攻撃情報
- ゲリラ・特殊部隊攻撃情報
- 大規模テロ情報
- 電力需給ひっ迫警報（資源エネルギー庁配信）[16]
- 外出自粛要請

## 緊急地震速報を受信できるエリア
- 日本

## 津波警報を受信できるエリア
2012年2月24日から沿岸部に配信を開始。
- 沿岸部津波予報区66地域2012年2月時点（気象庁）

## 災害・避難情報を受信できるエリア
最新の配信元については、配信を行う機関名・配信を行う地方公共団体を参照。
※2012年1月時点で配信を行っていた地方公共団体
- 青森県七戸町
- 岩手県紫波町
- 岩手県北上市
- 岩手県一関市
- 岩手県雫石町
- 岩手県葛巻町
- 宮城県気仙沼市
- 秋田県大館市
- 秋田県仙北市
- 茨城県筑西市
- 茨城県水戸市
- 栃木県那須烏山市
- 群馬県前橋市
- 群馬県桐生市
- 群馬県伊勢崎市
- 埼玉県飯能市
- 埼玉県深谷市
- 東京都渋谷区
- 東京都足立区
- 東京都葛飾区
- 東京都江戸川区
- 東京都昭島市
- 東京都狛江市
- 東京都三鷹市
- 神奈川県藤沢市
- 千葉県千葉市
- 新潟県加茂市
- 長野県松本市
- 長野県飯田市
- 岐阜県関市
- 岐阜県岐阜市
- 岐阜県高山市
- 静岡県静岡市
- 愛知県名古屋市
- 愛知県岡崎市
- 愛知県一宮市
- 愛知県豊田市
- 愛知県安城市
- 愛知県弥富市
- 愛知県美浜町
- 愛知県刈谷市
- 愛知県常滑市
- 愛知県高浜市
- 愛知県あま市
- 三重県四日市市
- 三重県伊勢市
- 三重県桑名市
- 三重県鈴鹿市
- 兵庫県加古川市
- 兵庫県佐用町
- 和歌山県
- 愛媛県四国中央市
- 愛媛県新居浜市
- 高知県高知市
- 福岡県宗像市
- 大分県大分市
- 鹿児島県奄美大島全市町村
  - 奄美市
  - 大和村
  - 宇検村
  - 龍郷町
  - 瀬戸内町
- 沖縄県那覇市

## 対応機種
対応機種以外では利用できない。
2010年冬モデルの一部からETWS方式へ規格が変更されている。2013年7月下旬に開始された、緊急地震速報の警告音に「地震です」という音声が挿入される端末については、X-xxD以降の一部の端末にはアップデートで対応し、今後発売予定の端末には当初から搭載された。
- iPhone
  - iPhone 5s、iPhone 5c
  - iPhone 6、iPhone 6 Plus、iPhone  6s、iPhone  6s Plus
  - iPhone 7、iPhone 7 Plus、iPhone SE
  - iPhone 8、iPhone 8 Plus、iPhone X
  - iPhone XS、iPhone XR
  - iPhone 11、iPhone 11 Pro、iPhone SE (第2世代)
- ドコモ スマートフォン（後日アップデートにて対応する端末もある）
  - docomo with series全機種…一部機種は、緊急地震速報・津波警報のみ対応
  - docomo NEXT series全機種…一部機種は、緊急地震速報・津波警報のみ対応
- ドコモ ケータイ
  - docomo STYLE series全機種(L-03B・L-03A・L-04Aを除く)…後日アップデートにて対応する端末もある。
  - docomo PRIME series（L-01A・L-06Aを除く）
  - docomo SMART series全機種
  - docomo PRO series
    - SH-04A
    - SH-07A
    - SH-03B

  - 906iシリーズ全機種
  - 905iシリーズ全機種
  - 706iシリーズ
    - P706ie
    - P706iμ
    - F706i
    - N706i
    - N706ie
    - SH706i
    - SH706iw
    - SO706i

  - 705iシリーズ
    - N705i
    - N705iμ
    - P705i
    - P705iμ
    - PROSOLIDμ
    - SO705i
- F884i（らくらくホン プレミアム）
- らくらくホンV
- らくらくホン6
- らくらくホンベーシックII
- フォトパネル 04
- フォトパネル 05
- HW-02C…2011年12月12日実施のアップデート適用後に利用可能。
- HW-01D…2011年12月12日実施のアップデート適用後に利用可能。